# Ciro Petrone
Pour les articles homonymes, voir Pétrone (homonymie).
Ciro Petrone, né le 11 octobre 1987 à Naples est un acteur italien.

## Filmographie partielle
- 2005 : La volpe a tre zampe de Sandro Dionisio
- 2008 : Gomorra de Matteo Garrone
- 2010 : Prigioniero di un segreto de Carlo Fusco
- 2012 : Reality de Matteo Garrone
- 2012 : Love Is All You Need (Den skaldede frisør) de Susanne Bier
- 2013 : Il clan dei camorristi, d'Alexis Sweet
- 2014 : Song'e Napule de Marco et Antonio Manetti
- 2019 : Pinocchio de Matteo Garrone

## Télé réalité
- 2009 : La fattoria 4 (équivalent de La Ferme Célébrités)
- 2017 : Pomeriggio Cinque
- 2019 : Temptation Island VIP 2 (équivalent de L'Ile de la Tentation)